# Liste AMBA-akkreditierter Wirtschaftshochschulen
Die Association of MBAs (kurz: AMBA) ist eine britische Akkreditierungsinstitution mit Sitz in London. Sie bietet eine Mitgliedschaft, der rund 2 % aller Business Schools weltweit in 75 Ländern folgen. Ihr Ziel ist es, besonders hochwertige Master of Business Administration (MBA) und Doctor of Business Administration (DBA)-Abschlüsse hervorzuheben. Mit Stand 2017 hat die AMBA 260 Business Schools akkreditiert und 28.000 Studenten und Absolventen als Mitglieder.

## Ägypten
- The American University in Cairo (AUC)

## Argentinien
- IAE Universidad Austral
- Päpstliche Katholische Universität von Argentinien
- Universidad Torcuato Di Tella
- University of CEMA
- University of San Andrés

## Australien
- Macquarie Business School, Macquarie University
- QUT, Business School, Queensland University of Technology
- Monash University Faculty of Business and Economics
- University of Sydney Business School

## Belgien
- Antwerp Management School
- Solvay Brussels School of Economics and Management
- Vlerick Leuven Gent Management School

## Brasilien
- Fundação Dom Cabral
- Fundação Getulio Vargas (FGV)
- Insper - Institute of Education and Research, São Paulo
- Institute of Management Foundation, University of São Paulo (FIA)

## Chile
- Adolfo Ibáñez University
- Universidad de Chile
- Universidad del Desarrollo
- Universidad Diego Portales (UDP)
- Universidad Técnica Federico Santa María
- Universität der Anden (ESE - Escuela de Negocios)

## China
- Antai College of Economics and Management, Shanghai Jiao Tong University
- Beijing Institute of Technology
- Beijing Jiaotong University
- Central South University Business School
- Central University of Finance and Economics
- Chongqing University
- Donlinks School of Economics and Management, University of Science and Technology Beijing
- East China University of Science and Technology, School of Business (ECUST)
- Guangdong University of Foreign Studies, School of Business
- Harbin Institute of Technology, School of Management (HIT)
- Hohai University Business School
- Huazhong University of Science and Technology, School of Management (HUST)
- Hunan University Business School
- Jinan University
- Lanzhou University School of Management
- Lingnan (University) College
- Nankai University
- Peking University HSBC Business School
- School of Economics and Management (SEM), Dalian University of Technology (DUT)
- Shanghai University
- Shanghai University of Finance and Economics, College of Business (SUFE)
- South China University of Technology, School of Business Administration (SCUT)
- Southwest Jiaotong University, School of Economics and Management
- Sun Yat-Sen University Business School
- Tianjin University, Tianjin University of Finance and Economics Business School
- Tongji University, School of Economics and Management
- University of Chinese Academy of Sciences, School of Management
- University of Electronic Science and Technology of China School of Management and Economics (UESTC)
- UIBE Business School, University of International Business and Economics
- University of Science and Technology of China School of Management
- Wuhan University, School of Economics and Management
- Xiamen University
- Zhejiang University, School of Management
- Zhongnan University of Economics and Law
- International Business School, Suzhou Xi’an Jiaotong Liverpool University
- Faculty of Business, University of Macau
- Glorious Sun School of Business and Management, Donghua University
- MBA School, Zhejiang Gongshang University
- Chinese University of Mining and Technology (CUMT)
- School of Business, Jiangnan University
- School of Business and Management, Shanghai International Studies University

## Costa Rica
- INCAE Business School

## Dänemark
- AVT Business School
- Copenhagen Business School
- School of Business and Social Sciences, Aarhus University
- Technische Universität Denmark

## Deutschland
- Frankfurt School of Finance & Management
- Berlin Professional School, Berlin School of Economics and Law
- ESMT European School of Management and Technology
- GISMA Business School
- Mannheim Business School
- TUM School of Management

## Ecuador
- ESPAE Graduate School of Management, ESPOL Escuela Superior Politecnica del Litoral
- IDE Business School, Universidad de los Hemisferios
- USFQ Business School, Universidad San Francisco de Quito

## Fiji
- University of the South Pacific, Graduate School of Business

## Finnland
- Aalto University School of Business
- Hanken School of Economics
- Jyväskylä University School of Business and Economics

## Frankreich
- Audencia Nantes
- EM Strasbourg Business School
- École des Ponts Business School
- EDHEC Business School
- EMLYON Business School
- ESC Clermont Business School
- ESC Rennes
- ESSCA School of Management
- ESSEC Business School
- Excelia Business School
- Grenoble Graduate School of Business, Grenoble École de Management
- HEC Paris
- IESEG School of Management
- ICN Business School
- INSEAD
- Institut Mines-Télécom Business School
- Kedge Business School
- INSEEC Business School
- Le CNAM, International Institute of Management
- ISC Paris Business School
- Montpellier Business School
- NEOMA Business School
- Paris School of Business
- Toulouse Business School
- Ecole de Management Léonard De Vinci

## Griechenland
- ALBA Graduate Business School
- Athens University of Economics and Business (AUEB)
- CITY College, International Faculty of the University of Sheffield

## Hongkong
- Chinese University of Hong Kong (CUHK)
- Hong Kong Baptist University, School of Business

## Indien
- Indian School of Business
- Great Lakes Institute of Management, Chennai / Gurgaon
- IMI New Delhi
- IMI Bhubaneswar
- Indian Institute of Management Calcutta
- Indian Institute of Management Indore
- Indian Institute of Management Kozhikode
- Indian Institute of Management Lucknow
- MDI Management Development Institute
- NMIMS School of Business Management, Hyderabad / Bangalore[3]
- SP Jain Institute of Management & Research
- XLRI Xavier School of Management
- T. A. Pai Management Institute[4]

## Indonesien
- Faculty of Economics and Business, University of Indonesia

## Irland
- Cork University Business School, University College Cork
- DCU Business School, Dublin City University
- DIT College of Business Graduate Business School
- J.E. Cairnes School of Business & Economics, NUI Galway
- Kemmy Business School, University of Limerick
- Queen’s Management School, Queen’s University Belfast
- Trinity College Dublin School of Business
- UCD Michael Smurfit Graduate Business School, University College Dublin

## Island
- Reykjavik University School of Business

## Italien
- MIB - School of Management
- Luiss Business School
- SDA Bocconi School of Management
- MIP Politecnico di Milano

## Jamaika
- Mona School of Business, The University of the West Indies, Kingston

## Japan
- NUCB Business School, Nagoya University of Commerce & Business
- Ritsumeikan Asia Pacific University

## Kanada
- HEC Montreal
- Schulich School of Business
- Telfer School of Management

## Kasachstan
- Almaty Management University

## Kolumbien
- EAFIT University
- INALDE Business School, Universidad de la Sabana
- Universidad del Norte, Colombia
- School of Business & Economic Studies, Universidad Icesi
- Universidad de los Andes
- Universidad Externado de Colombia

## Kroatien
- Cotrugli Business School

## Libanon
- ESA Lebanon

## Luxemburg
- Business Science Institute Luxembourg

## Malaysia
- University of Malaya
- Universiti Utara Malaysia

## Marokko
- Ecole Hassania des Travaux Publics
- Institut supérieur de commerce et d’administration des entreprises (ISCAE)

## Mexico
- EGADE Business School
- IPADE Business School, Universidad Panamericana
- ITAM Instituto Tecnológico Autónomo de México
- Universidad Anahuac, Facultad de Economía y Negocios
- Universidad de Monterrey, Facultad de Economía y Negocios

## Monaco
- International University of Monaco

## Neuseeland
- Massey University
- The University of Waikato Management School
- University of Auckland Business School
- University of Canterbury
- Victoria University of Wellington

## Niederlande
- University of Amsterdam Faculty of Economics and Business
- Maastricht School of Management
- Maastricht University School of Business and Economics
- Nyenrode Business Universiteit
- Rotterdam School of Management
- TIAS School for Business and Society

## Nigerian
- Lagos Business School

## Norwegen
- Handelshøyskolen BI
- Norwegische Handelshochschule (NHH)

## Österreich
- Wirtschaftsuniversität Wien Executive Academy

## Peru
- CENTRUM Catolica
- ESAN
- Universidad del Pacifico
- Universidad de Piura - PAD Escuela de Direccion

## Polen
- Faculty of Economic Sciences and Management, Nicolaus Copernicus University
- Faculty of Management, University of Warsaw
- Gdańsk University of Technology
- Kozminski University
- Wirtschaftsuniversität Poznań
- SGH Warsaw School of Economics
- University of Warsaw Faculty of Management

## Portugal
- AESE Business School
- INDEG-ISCTE Executive Education, Instituto Universitário de Lisboa
- ISEG Lisbon School of Economics and Management, Universidade de Lisboa
- Katholische Universität Portugal
- Nova School of Business and Economics

## Russland
- Russische Akademie für Volkswirtschaft und Öffentlichen Dienst beim Präsidenten der Russischen Föderation (RANEPA)
- Staatliche Universität für Management
- International Institute of Management LINK
- International Management Institute of St. Petersburg (IMISP)
- Kasaner Föderale Universität MBA Higher School
- Staatliches Moskauer Institut für Internationale Beziehungen (MGIMO)
- Moscow International Higher Business School (MIRBIS)
- Plekhanov Business School Integral, Russische Plechanow-Wirtschaftsuniversität
- Saint Petersburg State University Graduate School of Management
- Synergy Business School, Synergy University

## Singapur
- Singapore Management University (SMU)

## Slowenien
- IEDC Bled School of Management
- University of Ljubljana, Faculty of Economics

## Südafrika
- Gordon Institute of Business Science, University of Pretoria
- Nelson Mandela Metropolitan University Business School
- School of Business and Governance, North-West University
- Rhodes Business School, Rhodes University
- University of Cape Town Graduate School of Business
- University of Stellenbosch Business School
- Wits Business School, Witwatersrand-Universität
- Milpark Business School

## Schweden
- School of Business, Economics and Law, Universität Göteborg
- School of Economics and Management, Lund University
- Stockholm Business School, Stockholm University

## Schweiz
- EPFL - École Polytechnique Fédérale de Lausanne
- Geneva School of Economics and Management, Université de Genève
- HEC Lausanne, University of Lausanne
- IMD Business School
- Universität St. Gallen

## Spanien
- Barcelona School of Management, Pompeu Fabra University (UPF BSM)
- Deusto Business School, University of Deusto
- EADA - Escuela de Alta Direccion y Administracion
- ESADE Business School
- IE Business School
- Universidad Carlos III de Madrid
- ESIC Business & Marketing School

## Thailand
- Thammasat Business School, Thammasat University

## Trinidad und Tobago
- Arthur Lok Jack Graduate School of Business, University of the West Indies

## Tschechien
- Faculty of Business Administration (FBA), Wirtschaftsuniversität Prag

## Tunesien
- Mediterranean School of Business

## Türkei
- Graduate School of Business, Koç University

## Ukraine
- IIB - International Institute of Business
- International Management Institute (MIM-Kyiv)

## Ungarn
- Central European University
- Corvinus University of Budapest

## Uruguay
- Facultad de Administracion y Ciencias Sociales (FACS)
- Instituto de Estudios Empresariales de Montevideo (IEEM)

## Venezuela
- Instituto de Estudios Superiores de Administración

## Vereinigtes Königreich
- Brunel Business School, Brunel University London
- Cardiff Business School, Cardiff University
- Henley Business School, University of Reading
- Kent Business School, University of Kent
- Kingston Business School, Kingston University London
- Southampton Business School, University of Southampton
- Surrey Business School, University of Surrey
- The Open University Business School
- University of Bath School of Management
- University of Exeter Business School
- Warwick Business School, University of Warwick
- Aston Business School, Aston University
- Birmingham Business School, University of Birmingham
- The Business School, City, University of London
- Cranfield School of Management, Cranfield University
- Imperial College Business School
- London Business School
- Norwich Business School, University of East Anglia
- Nottingham University Business School
- Oxford Brookes University Business School
- Aberdeen Business School, Robert Gordon University
- Adam Smith Business School, University of Glasgow
- Alliance Manchester Business School, University of Manchester
- Durham University Business School
- Hull University Business School
- Lancaster University Management School
- Leeds University Business School
- Loughborough University School of Business and Economics
- Manchester Metropolitan University Business School
- Newcastle University Business School
- Sheffield University Management School
- University of Bradford School of Management
- University of Edinburgh Business School
- University of Leicester School of Management
- Strathclyde Business School, University of Strathclyde
- Essex Business School, University of Essex
- University of Liverpool Management School, University of Liverpool
- University of Sussex Business School
- UCL School of Management

## Vereinigte Staaten von Amerika
- Hult International Business School
- Olin Business School, Washington University in St Louis